# Dragomansko błato
Dragomansko błato (bułg. Драгоманско блато) – bagno znajdujące się w Bułgarii, w obwodzie sofijskim. 1,5 km od miasta Dragoman i 38 km od Sofii. Bagno położone jest w dużej dolinie otoczonej wapiennych wzgórzami u podnóża masywu gór krasowych Czepyn. Rozłożone na powierzchni około 350 ha. Został uznany za rezerwat przyrody. Bardzo ważne miejsce bytowania wielu gatunków ptaków, cenne miejsce ornitologiczne.